# Lola Iturbe

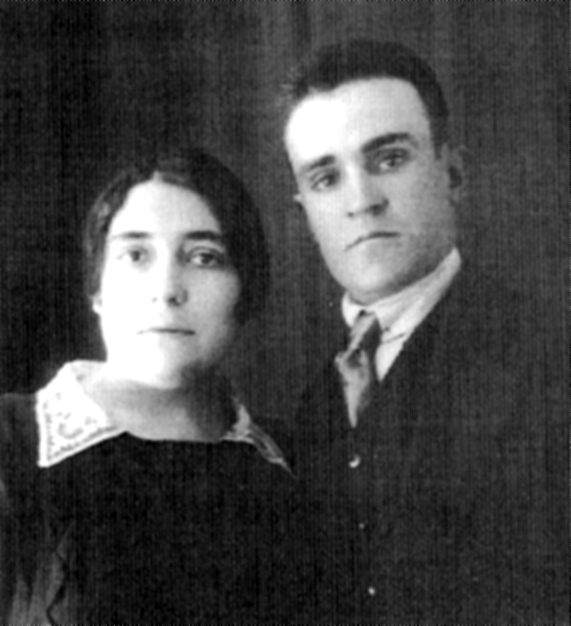
Lola Iturbe et son compagnon Juan Manuel Molina Mateo.

Lola Iturbe de son vrai nom Dolores Iturbe Arizcuren, née le 1er août 1902 à Barcelone et morte le 5 janvier 1990 à Gijón, est une anarcho-syndicaliste et féministe libertaire espagnole.
Militante de la Confédération nationale du travail, elle est parmi les fondatrices de l'organisation féminine libertaire Mujeres Libres et participe activement à la Révolution sociale espagnole de 1936 ainsi qu'à la Résistance intérieure française.

## Biographie
Née d’une mère basque, Lola Iturbe Arizcuren passe sa petite enfance à Cerdà avant de regagner Barcelone où dès l’âge de neuf ans elle travaille comme apprentie, puis comme servante et enfin à l’âge de quatorze ans comme ouvrière culottière.
Sous l’influence de Juan Manent, elle adhère au syndicat du vêtement de la Confédération nationale du travail. Elle s’intègre immédiatement aux activités du mouvement libertaire et s’occupe plus particulièrement de l’assistance aux prisonniers.
C’est au début de l’année 1920 qu’elle rencontre Juan Manuel Molina Mateo, dit Juanel, dont, à partir de 1922, elle partage la vie. En 1926, elle l'accompagne en exil à Paris puis en Belgique.
Elle revient à Barcelone après la proclamation de la Seconde République espagnole et, avec son compagnon, anime la rédaction du journal Tierra y Libertad, organe de la Fédération anarchiste ibérique. Elle participe à plusieurs meetings notamment avec Buenaventura Durruti et Francisco Ascaso, ainsi qu’aux insurrections libertaires de 1933 et 1934.

## Mujeres Libres
Dans le sillage des premières féministes catalanes telles Teresa Claramunt et Soledad Gustavo, elle est parmi les fondatrices, à la fin de l'année 1934, du mouvement féministe libertaire Mujeres Libres.
Elle est l'administratrice du journal Mujeres Libres où elle écrit sous le pseudonyme de Kiralina. Militante active, elle participe à la création de la Casa de la dona treballadora et à la campagne menée par Mujeres Libres en faveur de la réinsertion des prostituées dans les Liberatorios de prostitución.
En juillet 1936, lors du coup d'État franquiste, elle fait partie de la rédaction de Solidaridad Obrera, le journal emblématique de la CNT en Catalogne.
Pendant la guerre d'Espagne, elle participe aux hôpitaux de campagne, membre de la Milice antifasciste, correspondante sur le front d'Aragon et porte-parole confédérale de la revue théorique Tierra y Libertad.
Après les affrontements des journées de mai 1937 à Barcelone, elle intègre les services juridiques de la CNT où elle œuvre pour la libération des militants de la CNT et du POUM emprisonnés par les communistes.

## Résistante en France
En 1939, à la fin de la guerre, lors de la Retirada, elle se réfugie en France, où elle combat dans les rangs de la Résistance intérieure française contre les nazis avec son compagnon Juan Manuel Molina Mateo dit Juanel.
À la Libération tous deux s’installent à Toulouse puis son compagnon s’intègre à la lutte clandestine.
Après l’arrestation de son compagnon en Espagne, en 1946, elle travaille comme ouvrière culottière à Toulouse jusqu’en 1952, date à laquelle Juanel est libéré.
Elle continue à militer à la CNT ainsi qu’au groupe Mujeres Libres en exil animé notamment par Suceso Portales et Sara Guillen.
Elle rentre en Espagne en 1978, après la mort de Franco, avec pour tout papier d’identité sa carte de correspondante de Tierra y Libertad signée par Juan Garcia Oliver.

## Œuvres
- Mujeres heroicas, 1937.
- Nuestras luchadoras, Barcelone, 1937.
- La Mujer en la lucha social y la guerra civil en España, México, Éditions Mexicanos Unidos, 1974, (OCLC 4743450), Madrid, La Malatesta !, 2012[7].

### Articles de presse
- Nombreuses contributions dans Mujeres Libres, Tierra y Libertad, Solidaridad Obrera, España Libre, La Hora De Mañana, Polemica, etc.

## Citation
« Un des évènements les plus sensationnels avant la révolution a lieu un Premier mai à Barcelone, à la fête du livre. Pour la première fois, la maison d’édition anarchiste Tierra y Libertad y tient un très grand stand. Il y a des jeunes filles qui vendent à la criée les brochures du docteur Lazarte en revendiquant la liberté sexuelle. Vous pouvez imaginer ce que ce discours pouvait représenter à ce moment-là. C’est la première fois que l’anarchisme sort dans la rue, non plus comme quelque chose de violent, mais comme un phénomène culturel. »

### Filmographie
- Lisa Berger, Carol Mazer, De toda la vida, 55 minutes, 1986, avec la participation de Dolors Prat Coll, Lola Iturbe, Sara Guillén, Concha Pérez, Hortènsia Torres, Frederica Montseny, Maria Batet, Pepita Carpeña, Suceso Portales, Teresina Torroella et Igualdad Ocaña, voir en ligne.

#### Notices
- Notices dans des dictionnaires ou encyclopédies généralistes :   - Diccionari biogràfic de dones
  - Diccionario Biográfico Español
- Notices d'autorité :   - VIAF
  - ISNI
  - BnF (données)
  - IdRef
  - LCCN
  - GND
  - Italie
  - Espagne
  - Catalogne
  - WorldCat
- L'Éphéméride anarchiste : notice biographique.
- Dictionnaire international des militants anarchistes : notice biographique.
- Dictionnaire des guérilleros et résistants antifranquistes : Juan Manuel Molina.
- Data-Bnf : notice.
- Smolny : notice biographique.
- (es) Lola Iturbe, sindicalista libertaria, El País, 9 janvier 1990, notice nécrologique.
- (ca) Estel Negre : notice biographique.